# Прапор Ватермаль-Буафора
Прапор Ватермаль-Буафора — муніципальний прапор брюссельської комуни Ватермаль-Буафор. В описі написано: 
Дві однаково довгі смуги синього і білого кольорів.
Кольори прапора походять від герба комуни.

Цей муніципальний прапор ідентичний прапору Уккела.

Прапор Уккела